# Sakae Takahashi
Sakae Takahashi (高橋 栄, Takahashi Sakae) was een Japans voetballer die als verdediger speelde.

## Japans voetbalelftal
Sakae Takahashi maakte op 20 mei 1925 zijn debuut in het Japans voetbalelftal tijdens een Spelen van het Verre Oosten tegen China. Sakae Takahashi debuteerde in 1925 in het Japans nationaal elftal en speelde 1 interland.

## Statistieken
| Japans voetbalelftal | Japans voetbalelftal | Japans voetbalelftal |
| Jaar                 | Wed.                 | Dlp.                 |
| -------------------- | -------------------- | -------------------- |
| 1925                 | 1                    | 0                    |
| Totaal               | 1                    | 0                    |